# Spoorlijn Dortmund Ost - Dortmund-Eving
De spoorlijn Dortmund Ost - Dortmund-Eving is een Duitse spoorlijn en als spoorlijn 2111 onder beheer van DB Netze.

## Geschiedenis
Het traject werd door de Dortmund-Gronau-Enscheder Eisenbahn-Gesellschaft geopend op 25 november 1874. Sinds november 1998 is de lijn buiten gebruik.

## Aansluitingen
In de volgende plaatsen is of was er een aansluiting op de volgende spoorlijnen:
Dortmund Ost
DB 2110, spoorlijn tussen Dortmund Süd en Dortmund Ost
Dortmund-Eving
DB 2100, spoorlijn tussen Dortmund en Gronau
DB 2101, spoorlijn tussen Dortmund-Eving en Dortmund-Obereving